# U-Bahn-Station Donaustadtbrücke
Donaustadtbrücke is een metrostation in het district Donaustadt van de Oostenrijkse hoofdstad Wenen. Het station werd geopend op 2 oktober 2010 en wordt bediend door lijn U2.

## Geschiedenis
Op 26 januari 1968 werd besloten om een metronet in Wenen aan te leggen. De nadere uitwerking van het metronet, de U-Bahn-Netzvariante M uit 1970, omvatte meerdere lijnen met vertakkingen en het station was onder de naam Kaisermühlendamm opgenomen aan lijn U3. Nadat in september 1981 de eerste vertakking in operationele dienst tot grote verstoringen had geleid werd het idee van de vertakkingen opgegeven en werden de plannen gewijzigd. Het tracébesluit uit 1998 voor de verlenging van U2 volgde de tracées van zijtak U1B en het oostelijke deel van U3 uit het plan van 1970. Het station kreeg in het tracébsluit de naam Seestern maar werd uiteindelijk genoemd naar de brug die sinds 1997 als vrije busbaan over de Donau liep en werd omgebouwd tot metrolijn. Na de opening op 2 oktober 2010 daalde het aantal reizigers op het naburige S-Bahn station Lobau zo sterk dat dat in december 2014 werd opgeheven.

## Ligging en inrichting
Het viaductstation ligt boven de Donauufer Autobahn op de linkeroever van de Donau bij de Kaisermühlendamm die tijdens de waterbouwwerken rond de Donau tussen 1870 en 1875 werd opgeworpen als dijk tussen de uiterwaarden van de Donau doorsteek en de linkeroever. Tussen 1972 en 1988 werden deze uiterwaarden omgebouwd tot overlaat met de naam Neue Donau waardoor ook het Donauinsel ontstond tussen de doorsteek en de Neue Donau. De uitgang aan de rivierzijde van de autobahn ligt aan de oever van de Neue Donau, de uitgang aan de landzijde van de autobahn ligt bij de Kaisermühlendamm waar ook een P&R garage ligt. Het station ligt pal naast het knooppunt Kaisermühlen tussen de A22 en de A23.  
In 2013 beschilderde de Portugese kunstenaar Pedro Cabrita Reis een deel van de noordoostgevel met oranje en witte betonverf, tevens werd een 10 meter hoge lichtzuil geplaatst. Het station op het andere bruggehoofd, Donaumarina, kreeg een vergelijkbare beschildering hetgeen volgens de kunstenaar een denkbeeldige oversteek van de Donau en daarmee een tweede, kunstzinnige, overbrugging vormt.

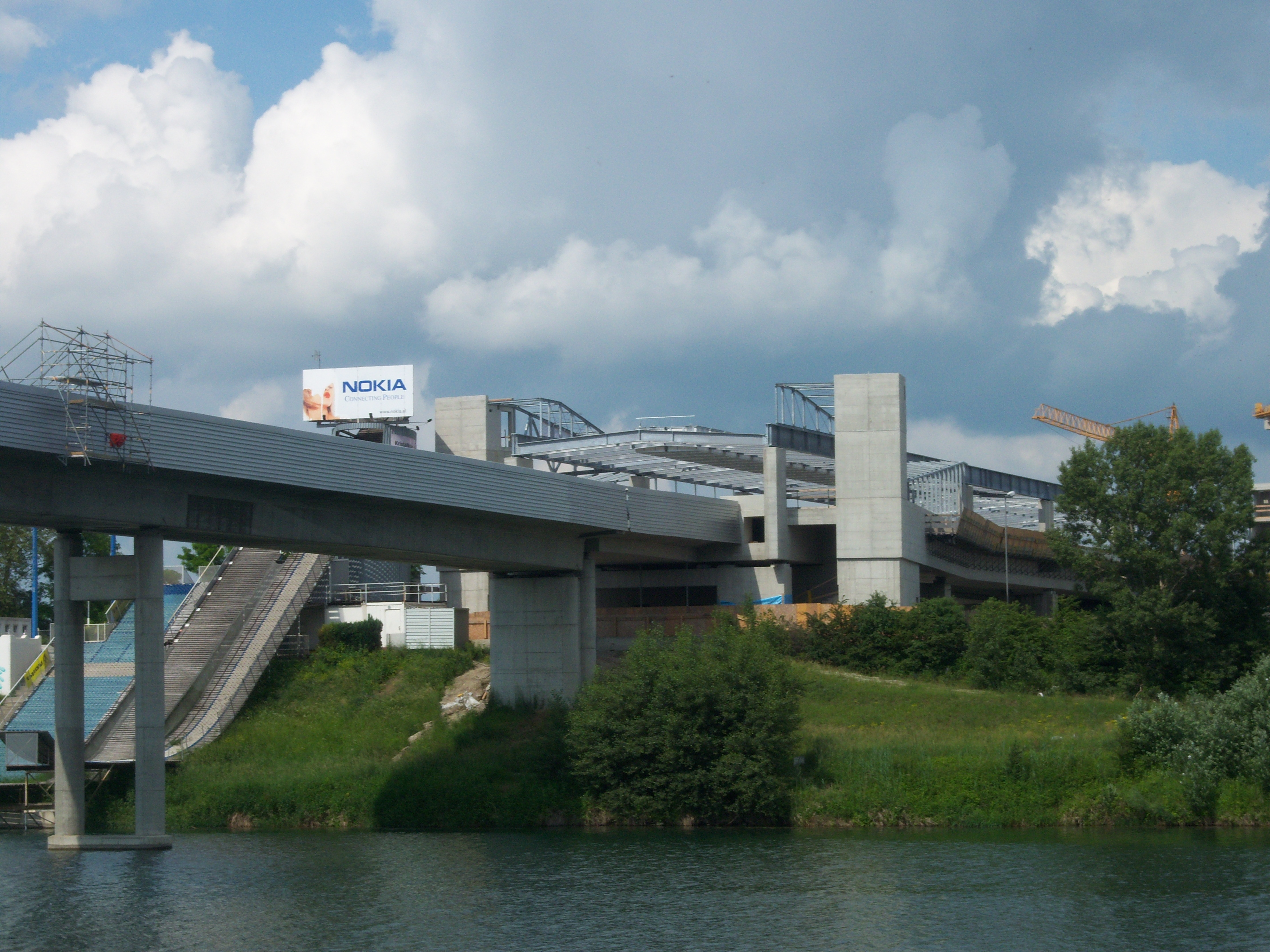
Het station vanaf de Neue Donau.
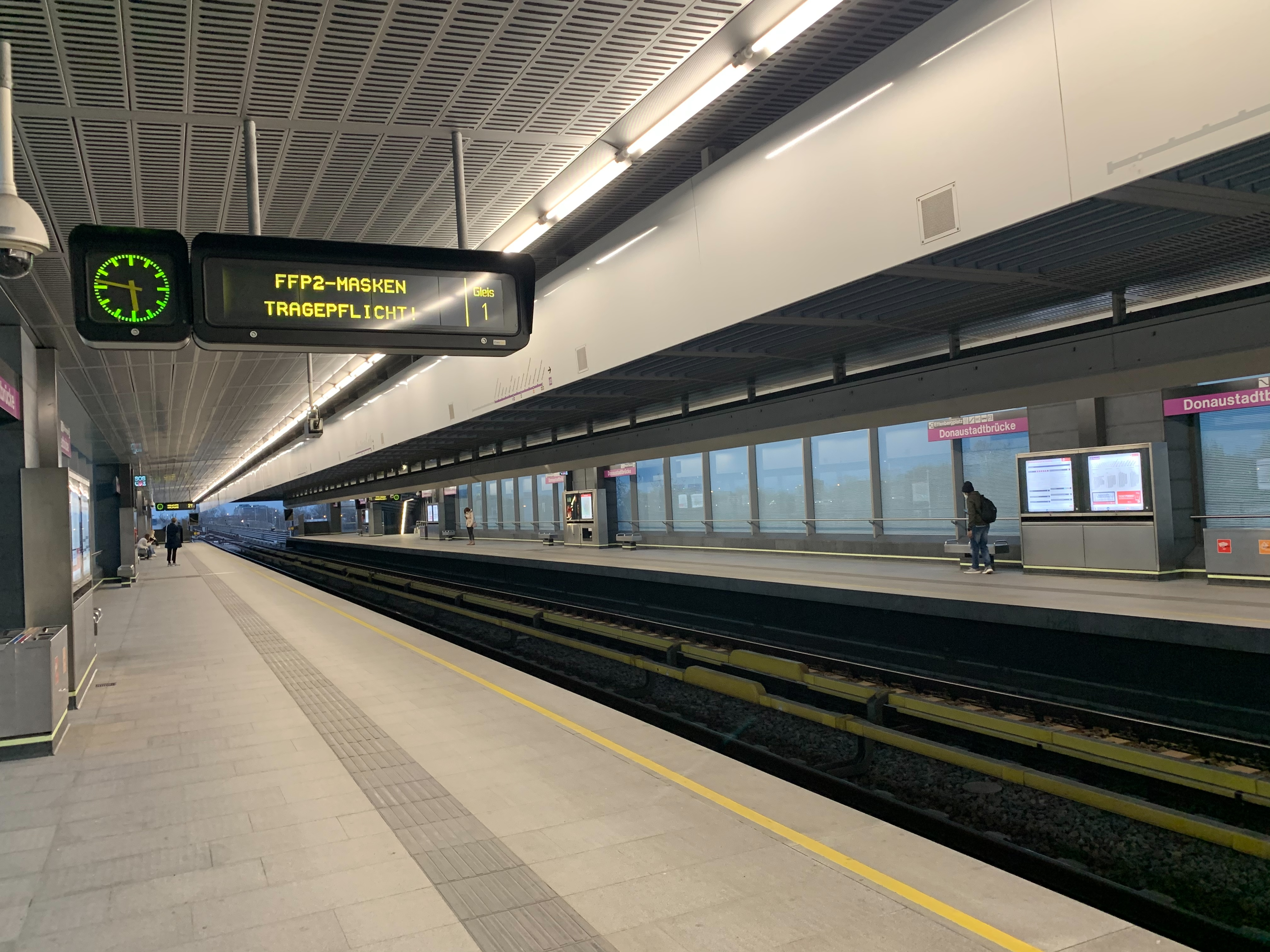
De sporen en perrons.
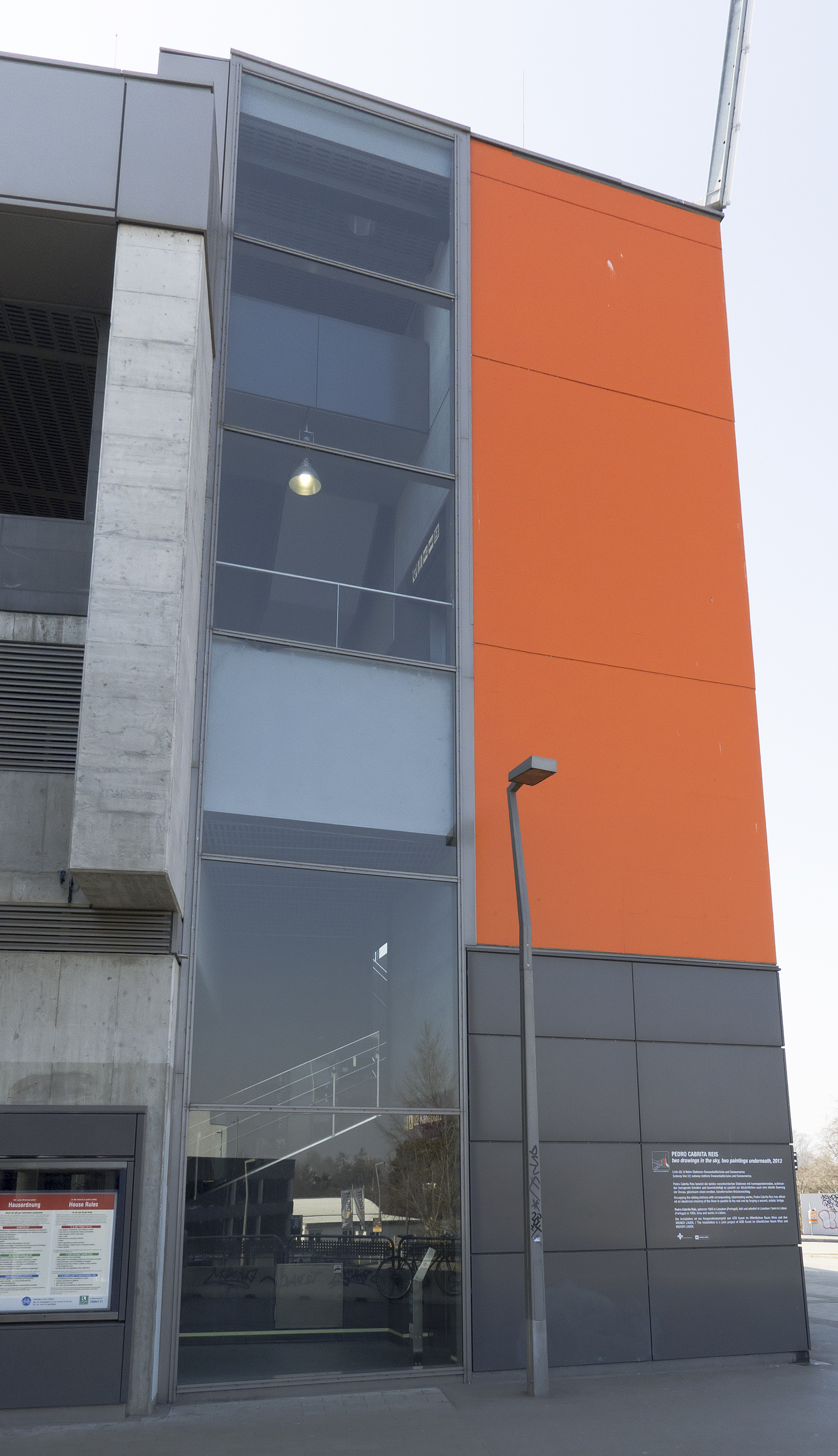
De beschilderde gevel.